# 이라크 투르크멘 전선
이라크 투르크멘 전선(Irak Türkmen Cephesi, İraq Türkman Cəbhəsi, الجبهة التركمانية العراقية Al-Jabha Al-Turkmaniyah Al-Iraqia) 또는 줄여서 ITF는 1995년 설립된 이라크의 투르크멘인들을 대표하는 것을 추구하는 정치 운동이다. 사담 후세인이 2003년 이라크 전쟁으로 몰락한 이후, ITF는 키르쿠크를 비롯한 북부 이라크의 여러 지역을 점령했다. ITF는 키르쿠크에 투르크멘인들의 인구 수가 키르쿠크 전체 인구의 13-17%만을 차지하는 데도 자신의 영토임을 주장하였다.
ITF는 문자 그대로 투르크멘의 땅이라는 뜻인 투르크메네리라는 지역을 주장하고 있는데,) 이것은 투르크멘인들의 본고장이라고 볼 수 있다. 투르크메니는 에르빌, 모술, 키르쿠크 등과 경계를 접한다. 그러나 텔 아파르와 투즈 코라마티오를 제외하면 투르크멘인의 주요 도시는 거의 없으며, 이라크 군과 페쉬메르가는 그들에게 무장단체 설립 및 지역 통솔을 허가하지 않았다.
2014년 8월 북부 이라크 공세 당시 이라크 육군은 키르쿠크로부터 도망쳤고, 2014년 말 페쉬메르가가 도시를 탈환했다. 키르쿠크는 현재 쿠르드 자치구의 보안군에 의해 군사적으로 통치되고 있지만, 이 도시는 나뉘어서 통치되고 있다. ITF는 이라크와 전쟁에서 적극적으로 참전하지 않지만, 자신들이 주장하고 있는 지역과 그곳에 사는 주민들을 지키기 위해서 ISIL에 맞서 싸우고 있다. 하지만 이들은 무기가 부족한 상태다. 이들은 터키에게 무장 지원을 빈번히 요청하고 있다. 현재 이라크 투르크멘 전선은 이라크 군 및 쿠르드 자치구와 연합하였다.

## 터키군 특수부대 사령부에서 훈련
마룬 베레로 잘 알려진 터키 특수부대 사령부에 나타난 니나와주의 망명 주지사인 아틸 누자이피는 시리아 투르크멘과 이라크 투르크멘 모두가 ISIL의 모술 본거지를 탈환하기 위해 훈련을 받고 있음을 밝혔다. 누자이피는 터키 당국이 무기를 보내주겠다고 약속했다고 말했다. 에르빌, 모술, 키르쿠크 등의 훈련 캠프와 시리아에 잘 알려지지 않은 몇몇 지역에서도 터키 장교들을 볼 수 있었다. 그들은 시가전과 사보타주, 그리고 정보 수집 등에 초점을 맞추고 있다고 말했다.
같은 날 이라크 투르크멘 전선의 헌병 아딘 마루프는 이라크 군의 공식적인 투르크멘 여단이 곧 창설될 것이라고 선언하며 500명의 병력으로부터 시작하여 1,500명의 병력으로 양성할 것을 다짐했다. 이들은 텔 아파르, 키프리와 같은 IS가 점령한 투르크멘 주요 거주지를 방어한 이후, 모술과 같은 ISIL의 통제 하에 있는 지역을 탈환하기 위한 공세를 계획 중이라고 말했다. 그는 여단이 지금부터 터키군의 공식적인 지원을 받고, 이라크 투르크멘 전선의 사령관은 진행 중인 전투에 파견될 것이라고 말했다. 이러한 ITF, 쿠르드 자치구, 이라크 정부간의 공식적 협의는 터키 공화국이 공식적으로 보장하였다. 무라프는 이것을 이라크 투르크멘과 투르크메네리의 미래에 중요한 한 걸음이라 생각하고 있다.

## 같이 보기
- 쿠르드 자치구
- 대 IS 군사 개입